# فهرست پرفروش‌ترین تهیه‌کننده‌های فیلم
این فهرستی از پردرآمدترین تولیدکنندگان فیلم در جهان است. ارقام برای تورم تنظیم نشده‌است.

## در سراسر جهان
| رتبه | نام            | پرفروش‌ترین فیلم                                 | مجموع گیشه جهانی    |
| ---- | -------------- | ----------------------------------------------- | ------------------- |
| ۱    | کوین فایگی     | انتقام‌جویان: پایان بازی (۲٫۷۹۸ میلیارد دلار)    | ۲۹٫۷۴۰ میلیارد دلار |
| ۲    | دیوید هیمن     | باربی (۱٫۴۴۰ میلیارد دلار)                      | ۱۳٫۳۲۲ میلیارد دلار |
| ۳    | کاتلین کندی    | جنگ ستارگان: نیرو برمی‌خیزد (۲٫۰۶۸ میلیارد دلار) | ۱۳٫۲۹۴ میلیارد دلار |
| ۴    | جری بروکهایمر  | تاپ گان: ماوریک (۱٫۴۸۹ میلیارد دلار)            | ۱۲٫۳۱۹ میلیارد دلار |
| ۵    | نیل اچ. موریتز | خشمگین ۷ (۱٫۵۱۸ میلیارد دلار)                   | ۱۱٫۹۸۵ میلیارد دلار |
| ۶    | فرانک مارشال   | دنیای ژوراسیک (۱٫۶۷۲ میلیارد دلار)              | ۱۰٫۸۱۵ میلیارد دلار |
| ۷    | چارلز روون     | شوالیه تاریکی برمی‌خیزد (۱٫۰۸۴ میلیارد دلار)     | ۹٫۷۴۵ میلیارد دلار  |
| ۸    | کریس ملداندری  | فیلم برادران سوپر ماریو (۱٫۳۶ میلیارد دلار)     | ۹٫۴۴۲ میلیارد دلار  |
| ۹    | آوی آراد       | مرد عنکبوتی ۳ (۸۹۵ میلیون دلار)                 | ۹٫۱۰۴ میلیارد دلار  |
| ۱۰   | جیمز کامرون    | آواتار (۲٫۹۲۳ میلیارد دلار)                     | ۹٫۰۵۶ میلیارد دلار  |